# Roche Trébulente
La Roche Trébulente, appelée aussi Chaise de Merlin est un menhir situé à Saint-Malon-sur-Mel dans le département français d'Ille-et-Vilaine.

## Description
La Roche Trébulente est le seul menhir restant encore debout de ce qui fut peut-être un alignement désormais ruiné comme peuvent le laisser supposer la présence de trois autres blocs situés à une distance de respectivement 3,20 m, 2,20 m et 5,60 m.
| Menhir/Bloc                                               | État   | Hauteur/ Longueur | Largeur       | Épaisseur     |
| --------------------------------------------------------- | ------ | ----------------- | ------------- | ------------- |
| Roche Trébulente ou Chaise de Merlin                      | debout | 2,32 m            | 1,20 m        | 1,14 à 1,20 m |
| no 1                                                      | couché | 2,26 m            | 0,40 à 1,10 m |               |
| no 2                                                      | couché | 2,38 m            | 0,55 à 0,70 m |               |
| no 3                                                      | debout | 0,40 m            | 0,70 m        | 0,15 m        |
| Données : Les mégalithes du département d'Ille-et-Vilaine |        |                   |               |               |